# توخلا موا
توخلا موا (به لاتین: Tuchola Mała) یک منطقهٔ مسکونی در لهستان است که در Gmina Lubsko واقع شده‌است.

## خصوصیات
توخلا موا ۲۸۰ نفر جمعیت دارد.